# Sodoma e Gomorra (film)
Sodoma e Gomorra è un film del 1962 diretto da Robert Aldrich.

## Trama
Lot, a capo di una tribù di ebrei, guida la sua gente attraverso il deserto alla ricerca della "Terra promessa" in cui stabilirsi. Quando si fermano vicino alle città di Sodoma e Gomorra, in cui impera il vizio, chiedono alla regina Bera il permesso di stanziare lì il loro accampamento e la regina lo concede in cambio di un pagamento annuale. Lot si innamora di Ildith, una delle schiave di Bera, e la sposa. Pian piano gli ebrei, dopo una vittoria sugli Ammaniti, penetrano sempre più nella città di Sodoma e cominciano ad essere contagiati dai vizi. Lot cerca di fare in modo che tornino alle antiche, oneste abitudini, e si batte in duello con Astaroth, il fratello della regina, ma viene fatto prigioniero. Miracolosamente, riesce a fuggire dalla prigione, a radunare i suoi e a fuggire con loro dalla città. Mentre stanno abbandonando Sodoma, si scatena un terribile cataclisma e, secondo la prescrizione, nessun ebreo si volta a vedere crollare la città del vizio. Solo Ildith non sa resistere e viene trasformata in una statua di sale.

## Produzione
Prodotto dalla Titanus di Goffredo Lombardo, il film costò 6 miliardi di lire contro i 3 stanziati. Lombardo attribuì a questo film e a Il gattopardo (1963) di Luchino Visconti la causa della crisi finanziaria che colpì la Titanus nei primi anni '60.
La seconda unità, che si è occupata delle scene di battaglia, è stata diretta da Sergio Leone, anche se il cineasta italiano affermò in un libro-intervista la sua estraneità a qualsiasi direzione di scena. Il suo nome si rese necessario per ricevere il contributo di Stato per le opere italiane, e il cineasta romano accettò per evitare una forte perdita economica al produttore Goffredo Lombardo, già in difficoltà per l'insuccesso ai botteghini internazionali de Il gattopardo di Luchino Visconti.

## Distribuzione
Il film è stato distribuito in DVD da 01 Distribution (Rai Cinema) in un'edizione ridotta a 111 minuti. La versione integrale del film, non riproposta dopo la prima proiezione e considerata dispersa nel doppiaggio in italiano, è stata ritrovata nei magazzini della Titanus e, dopo il restauro, presentata in televisione il 20 agosto 2021 su Rai Movie.

## Accoglienza

### Critica
Sergio Leone affermò che un suo primo incontro con Robert Aldrich sulla sceneggiatura del film gli mostrò gravi lacune narrative, con l'intento del regista statunitense di presentare in chiave antica lo sviluppo presente ne La dolce vita di Federico Fellini. Leone arrivò a definire demenziale l'esito finale del film.